# Tanivka (Raión de Berezivka)
Tanivka  (ucraniano: Tanivka) es una localidad del Raión de Berezivka en el Óblast de Odesa de Ucrania. Según el censo de 2001, tiene una población de 135 habitantes.